# Paweł I (biskup poznański)
Paweł – biskup poznański znany z Kroniki Galla Anonima. Gall Anonim dedykował mu pierwszą i drugą część tej kroniki, co oznacza, że z pewnością sprawował swój urząd ok. 1112/1113. Data objęcia przez niego diecezji oraz data śmierci pozostają nieznane. Jeżeli jednak przyjąć, że Gall w dedykacji swojej pierwszej księgi wymienił czterech polskich biskupów w porządku starszeństwa liczonego od konsekracji, to Paweł musiał zostać biskupem jeszcze przed rokiem 1110. Być może został biskupem w wyniku legacji Gwalona w 1103, wiadomo bowiem, że Gwalon złożył z urzędu dwóch polskich biskupów.